# SGCD
SGCD (англ. Sarcoglycan delta) – білок, який кодується однойменним геном, розташованим у людей на 5-й хромосомі. Довжина поліпептидного ланцюга білка становить 289 амінокислот, а молекулярна маса — 32 071.
| 10         |  | 20         |  | 30         |  | 40         |  | 50         |
| ---------- |  | ---------- |  | ---------- |  | ---------- |  | ---------- |
| MPQEQYTHHR |  | STMPGSVGPQ |  | VYKVGIYGWR |  | KRCLYFFVLL |  | LMILILVNLA |
| MTIWILKVMN |  | FTIDGMGNLR |  | ITEKGLKLEG |  | DSEFLQPLYA |  | KEIQSRPGNA |
| LYFKSARNVT |  | VNILNDQTKV |  | LTQLITGPKA |  | VEAYGKKFEV |  | KTVSGKLLFS |
| ADNNEVVVGA |  | ERLRVLGAEG |  | TVFPKSIETP |  | NVRADPFKEL |  | RLESPTRSLV |
| MEAPKGVEIN |  | AEAGNMEATC |  | RTELRLESKD |  | GEIKLDAAKI |  | RLPRLPHGSY |
| TPTGTRQKVF |  | EICVCANGRL |  | FLSQAGAGST |  | CQINTSVCL  |  |            |

A: Аланін

C: Цистеїн

D: Аспарагінова кислота

E: Глутамінова кислота

F: Фенілаланін

G: Гліцин

H: Гістидин

I: Ізолейцин

K: Лізин

L: Лейцин

M: Метіонін

N: Аспарагін

P: Пролін

Q: Глутамін

R: Аргінін

S: Серин

T: Треонін

V: Валін

W: Триптофан

Задіяний у такому біологічному процесі, як альтернативний сплайсинг. 
Локалізований у клітинній мембрані, цитоплазмі, цитоскелеті, мембрані.